# Ozero Reliktovoe
Der Ozero Reliktovoe (englische Transkription von russisch Озеро Реликтовое Osero Reliktowoje, deutsch ‚Reliktsee‘) ist ein See aus Schmelzwasser in den Prince Charles Mountains des ostantarktischen Mac-Robertson-Lands. Er liegt im nordwestlichen Teil der Nilsson Rocks 14 km südlich des Fisher-Massivs.
Russische Wissenschaftler benannten ihn. Der weitere Benennungshintergrund ist nicht überliefert.